# Хамелеоліс
Хамелеоліс (Chamaeleolis) — рід ящірок з родини Анолісових. Має 3 види. Інша назва «несправжні хамелеони».

## Опис
Загальна довжина коливається від 14 до 30 см. Спостерігається статевий диморфізм — самці довше за самиць. Своїм зовнішнім виглядом нагадують хамелеонів, до того ж має здатність змінювати колір. Колір шкіри буруватий, оливковий, коричневий здебільшого із темними відтінками. На спині багато дрібних горбиків. Голова коротка з великими очима. На потилиці розташований виріст на кшталт шолома. Тулуб стиснутий з боків, в плечах широкий та поступово тоншає. Хвіст стиснутий з боків, дуже чіпкий. Кінцівки добре розвинуті з чіпкими пальцями.

## Спосіб життя
Полюбляють лісисту місцину. Мешкають на деревах. Це дуже повільні тварини. Харчуються великими комахами, зокрема цвіркунами, тарганами, а також павуками і равликами.
Це яйцекладні ящірки. Парування відбувається цілий рік, але здебільшого навесні й влітку. Самиці відкладають у землі, біля рослин, до від 1—2 до 4—5 яєць.
Хамелеолісів часто тримають у тераріумах.

## Розповсюдження
Це ендемік о. Куби.

## Види
- Chamaeleolis porcus
- Chamaeleolis barbatus
- Chamaeleolis chamaeleonides